# Province de Oujda-Angad
La préfecture d'Oujda-Angad est une subdivision à dominante urbaine de la région marocaine de l'Oriental. Son chef-lieu est Oujda.

## Géographie

### Urbanisation
La province d'Oujda-Angad comporte onze communes :
- Bni Drar
- Oujda
- Angad
- Naima
- Ain Sfa
- Bni Khaled
- Isly
- Mestferki
- Bsara
- Sidi Boulenouar
- Sidi Moussa Lemhaya

## Administration et politique

### Découpage territorial
Selon la liste des cercles, caïdats et communes de 2008, telle que modifiée en 2011, la préfecture d'Oujda-Angad est composée de onze communes dont :
- trois communes urbaines (ou municipalités) : Oujda, son chef-lieu, Bni Drar et Naïma ;
- huit communes rurales réparties entre cinq caïdats, eux-mêmes répartis entre deux cercles :
  - cercle d'Oujda-Banlieue nord :
    - caïdat d'Aïn Sfa : Aïn Sfa et Bsara,
    - caïdat de Bni Khaled : Bni Khaled,
    - caïdat d'Angad : Ahl Angad ;

  - cercle d'Oujda-Banlieue sud :
    - caïdat d'Oued Isly : Mestferki, Sidi Boulenouar et Sidi Moussa Lemhaya,
    - caïdat d'Isly Beni Oukil : Isly.

### Gouverneurs
Le gouverneur de la préfecture d'Oujda-Angad est aussi le wali de la région de l'Oriental.
- MR Abdesslam el hattach : depuis 2022
- Mohamed Mhidia : depuis mai 2012[6]
- Abdelfettah El Houmam : avril 2010-mai 2012[7]
- Mohamed Ibrahimi : juin 2005[8]-avril 2010
- Ahmed Himdi : ?-juin 2005[8]